# The Cradle of Courage
The Cradle of Courage è un film del 1920, diretto da Lambert Hillyer, con William S. Hart. 

## Trama
Nel gennaio del 1919, soldati americani di ritorno dalla guerra sbarcano nel porto di San Francisco. Fra di essi "Square" Kelly ed il suo commilitone Jack Riley, che presenta il suo amico al padre, un tenente della locale polizia. Ma i due già si conoscono, in quanto Kelly era un importante componente di una gang cittadina di ladri d'appartamento. Il padre di Jack, considerato il legame che era nato durante la guerra fra suo figlio e Kelly, decide di non intervenire, anzi offre a Kelly un posto nella polizia, purché si ritiri dal crimine.
Mentre Kelly si concede qualche tempo per riflettere, Tierney, il capo della banda, della quale faceva parte anche Jim, il fratello di Kelly, saputo del ritorno del loro più abile membro organizza un altro colpo. Kelly è combattuto, ma, sentito anche il parere di Rose, la giovane figlia di Tierney – che costui aveva adottato per poi iniquamente costringerla a lavorare per la gang - , decide di entrare nella polizia e di lasciare definitivamente la banda, provocando l'ira del boss. La stessa madre di Kelly, che idolatrava il figlio non tanto come eroe di guerra, quanto come coraggioso malvivente, se ne risente: disconosce il figlio e vende i suoi attrezzi del mestiere di scassinatore, compresa una pistola Mauser che Kelly aveva sottratto ad un nemico in guerra.
Nelle sue nuove mansioni di tutore della legge, e grazie alla sua esperienza pregressa, Kelly riesce ad individuare una casa ai danni della quale è possibile che qualche membro della criminalità, sempre crescente in quella zona della città, tenti un furto con scasso. Ed in effetti il furto sta avvenendo, una notte, quando Kelly interviene. C'è una sparatoria: uno dei due malviventi fugge dalla finestra, mentre l'altro, colpito, rimane esanime a terra. Kelly ne esamina il cadavere: è Jim, suo fratello.
Kelly è distrutto dall'idea di aver ucciso il proprio fratello. Ad un più attento esame appare innanzitutto che il revolver di Jim non ha sparato: egli dunque ha evitato di aprire il fuoco contro il fratello. Inoltre, Kelly rinviene sul luogo del delitto un'altra pistola, evidentemente abbandonata dall'altro malvivente: è la sua Mauser. Appare inoltre che Jim è stato colpito alle spalle dal portatore della Mauser, molto probabilmente perché si era accorto che Jim non voleva sparare a Kelly.
Non rimane quindi che scoprire a chi la madre di Kelly avesse venduto la Mauser, per risalire all'assassino di Jim. Kelly inizia quindi a riappacificarsi con la madre, che gli rivela il nome dell'acquirente della pistola. Com'è facile intuire, si tratta di Tierney: fra quest'ultimo e Kelly c'è dunque uno scontro a fuoco, ed entrambi rimangono colpiti.
Ad accudire Kelly all'ospedale dove egli sta guarendo dalla ferita, c'è Rose. Entrambi fanno progetti per un futuro insieme.